# Khoảng cách Levenshtein
Trong các thuật toán của bộ môn khoa học máy tính, khái niệm Khoảng cách Levenshtein thể hiện khoảng cách khác biệt giữa 2 chuỗi ký tự. Khoảng cách Levenshtein giữa chuỗi S và chuỗi T là số bước ít nhất biến chuỗi S thành chuỗi T thông qua 3 phép biến đổi là 
- xoá 1 ký tự.
- thêm 1 ký tự.
- thay ký tự này bằng ký tự khác.

Khoảng cách này được đặt theo tên Vladimir Levenshtein, người đã đề ra khái niệm này vào năm 1965. Nó được sử dụng trong việc tính toán sự giống và khác nhau giữa 2 chuỗi, như chương trình kiểm tra lỗi chính tả của winword spellchecker.
Ví dụ: Khoảng cách Levenshtein giữa 2 chuỗi "kitten" và "sitting" là 3, vì phải dùng ít nhất 3 lần biến đổi.
1. kitten -> sitten (thay "k" bằng "s")
2. sitten -> sittin (thay "e" bằng "i")
3. sittin -> sitting (thêm ký tự "g")

## Thuật toán
Để tính toán Khoảng cách Levenshtein, ta sử dụng thuật toán quy hoạch động, tính toán trên mảng 2 chiều (n+1)*(m+1), với n, m là độ dài của chuỗi cần tính. Sau đây là đoạn mã (S, T là chuỗi cần tính khoảng cách, n, m là độ dài của chuỗi S, T):
```
 
int
 LevenshteinDistance(
char
 s[1..m], 
char
 t[1..n])
// d is a table with m+1 rows and n+1 columns

declare int
 d[0..m, 0..n]

for
 i 
from
 0 
to
 m
  d[i, 0]:= i

for
 j 
from
 0 
to
 n
  d[0, j]:= j

for
 i 
from
 1 
to
 m
  for j from 1 to n
  {
 if s[i] = t[j] then cost:= 0
 else cost:= 1
 d[i, j]:= minimum(
  d[i-1, j] + 1, // 
trường hợp xoá

  d[i, j-1] + 1, // 
trường hợp thêm

  d[i-1, j-1] + cost  // 
trường hợp thay thế

 )
  }

 return d[m, n]
```

ví dụ, giá trị của bảng d:
|   |   | k | i | t | t | e | n |
|   | 0 | 1 | 2 | 3 | 4 | 5 | 6 |
| s | 1 | 1 | 2 | 3 | 4 | 5 | 6 |
| i | 2 | 2 | 1 | 2 | 3 | 4 | 5 |
| t | 3 | 3 | 2 | 1 | 2 | 3 | 4 |
| t | 4 | 4 | 3 | 2 | 1 | 2 | 3 |
| i | 5 | 5 | 4 | 3 | 2 | 2 | 3 |
| n | 6 | 6 | 5 | 4 | 3 | 3 | 2 |
| g | 7 | 7 | 6 | 5 | 4 | 4 | 3 |

|   |   | S | a | t | u | r | d | a | y |
|   | 0 | 1 | 2 | 3 | 4 | 5 | 6 | 7 | 8 |
| S | 1 | 0 | 1 | 2 | 3 | 4 | 5 | 6 | 7 |
| u | 2 | 1 | 1 | 2 | 2 | 3 | 4 | 5 | 6 |
| n | 3 | 2 | 2 | 2 | 3 | 3 | 4 | 5 | 6 |
| d | 4 | 3 | 3 | 3 | 3 | 4 | 3 | 4 | 5 |
| a | 5 | 4 | 3 | 4 | 4 | 4 | 4 | 3 | 4 |
| y | 6 | 5 | 4 | 4 | 5 | 5 | 5 | 4 | 3 |

Như vậy, kết quả cần tính chính là giá trị của d[n, m]. Bài toán này có phần tương tự với bài toán chuỗi con chung dài nhất